# RTV Pink
RTV Pink – najpopularniejszy serbski kanał telewizyjny. Pokazuje głównie amerykańskie hity filmowe, popularne seriale, jak Simpsonowie, oraz telenowele latynoamerykańskie. Kanał ma także swoje wersje przeznaczone dla Bośni i Hercegowiny oraz Czarnogóry. Istnieją także powiązane z nim kanały tematyczne: Pink Extra, Pink Kids, Pink Nostalgie, Total Pink, Pink Films, Pink Movies i Pink Music. Siostrzanym kanałem jest Pink 2. Właścicielem jest Pink International Company. Siedziba znajduje się w Belgradzie.